# Bồ-đề-lưu-chi (Đạo Hy)
Bồ-đề-lưu-chi (chữ Hán: 菩提流支, 菩提留支; sa. Bodhiruci), tên Hán dịch Đạo Hy (道晞, 道希) là một tăng sĩ Phật giáo đến từ Bắc Ấn Độ, hoạt động ở khu vực Lạc Dương (Trung Quốc) vào thế kỷ thứ VI. Sư được tôn xưng danh hiệu Tam Tạng, là dịch giả nổi tiếng thời Bắc Ngụy, với 39 kinh văn được dịch bao gồm Thập địa kinh luận (十地経論), và A-di-đà kinh kèm chú giải. Bồ-đề-lưu-chi được coi là sơ tổ của phái Địa luận tông (地論宗; sa. Dashabhumika), lấy Thập địa kinh luận, do Sư cùng với Lặc-na-ma-đề (勒那摩提, sa. Ratnamati) hợp dịch, làm chủ thuyết chính.

## Hành trạng
Năm 508, Bồ-đề-lưu-chi vượt qua dãy núi Pamir đến Lạc Dương, kinh đô của Bắc Ngụy thời bấy giờ, mang theo một số lượng lớn kinh Phật bằng tiếng Phạn. Đương thời, Tuyên Vũ đế là một người sùng bái Phật giáo, đã tiếp đón và thỉnh Sư về Vĩnh Ninh tự. Sau Sư chuyển về kinh đô Nghiệp Thành của Đông Ngụy và tiếp tục công việc dịch kinh tại đây. Sau hơn 20 năm, Sư đã dịch được hơn 30 bộ kinh văn gồm Kim cương Bát-nhã-ba-la-mật kinh, Di-lặc bồ tát sở vấn kinh, Thắng tư duy Phạm thiên sở vấn kinh, Thâm mật giải thoát kinh, Nhập Lăng-già kinh, Đại Tát-già Ni-kiền tử sở thuyết kinh, Di-lặc bồ tát sở vấn kinh luận, Cứu cánh Nhất thừa Bảo tính luận, Pháp hoa kinh luận, Bảo tích kinh luận... Các bản dịch tập trung vào tư tưởng Đại thừa Du-già hành phái (Yogacara). Ngoài ra, ông còn cùng với Lặc-na-ma-đề dịch bộ Thập địa kinh luận. Sư là người truyền dạy kinh Quán Vô lượng thọ kinh cho Đàm Loan, người về sau có ảnh hưởng quan trọng đến việc thành lập Tịnh độ tông.
Sách Khai Nguyên Thích giáo lục cho rằng, dựa trên cách hành văn trong Kim cương tiên luận, có khả năng tác giả chính là Bồ-đề-lưu-chi, nhằm giải thích Kim cương kinh luận của Thế Thân. Ngoài ra, Sư cũng được cho là tác giả của Nhập lăng-già kinh sơ, Pháp giới tính luận, Biệt phá chương.

## Dịch tác
Các dịch tác của Bồ-đề-lưu-chi căn cứ ghi nhận của các tài liệu gồm có:
Kinh tạng
- Phật danh kinh (佛名經), 12 quyển
- Pháp tập kinh (法集經)
- Thâm mật giải thoát kinh (深密解脫經). Về sau có thêm bản dịch của Huyền Trang.
- Như Lai Trang nghiêm trí huệ quang minh nhập nhất thiết chư Phật cảnh giới kinh (如來莊嚴智慧光明入一切諸佛境界經). Một bản dịch khác tên Nhập chư Phật cảnh giới trí quang minh trang nghiêm kinh (入諸佛境界智光明莊嚴經).
- Sai-ma-bà-đế thọ ký kinh (差摩婆帝授記經)
- Như Lai sư tử hống kinh (如來師子吼經), hợp dịch với Phật-đà-phiến-đa (佛陀扇多, sa. Buddhaśānta). Một bản dịch khác tên Đại phương quảng sư tử hống kinh (大方廣師子吼經)
- Nhập Lăng-già kinh（入楞伽經). Các bản khác do Cầu-na-bạt-đà-la, Thật-xoa-nan-đà dịch
- Đại Tát-già Ni-kiền tử kinh (大薩遮尼乾子經). Một bản dịch khác tên Bồ tát hạnh phương tiện cảnh giới thần thông biến hóa kinh (菩薩行方便境界神通變化經)
- Kim cương Bát-nhã-ba-la-mật kinh (金剛般若波羅蜜經). Các bản khác do Cưu-ma-la-thập, Huyền Trang dịch
- Già-da sơn đỉnh kinh (伽耶山頂經). Bản khác do Giác Ái dịch
- Thắng tư duy Phạm thiên sở vấn kinh (勝思惟梵天所問經). Bản khác do Cưu-ma-la-thập dịch
- Tín lực nhập ấn pháp môn kinh (信力入印法門經). Tên dịch giả chép theo Khai Nguyên lục
- Bất tăng bất giảm kinh (不增不減經)
- Phật ngữ kinh (佛語經)
- Vô tự bảo khiếp kinh (無字寶篋經). Một bản dịch khác tên Ly văn tự phổ quang minh tạng kinh (離文字普光明藏經)
- Văn-thù-sư-lợi tuần hành kinh (文殊師利巡行經). Một bản dịch khác tên Văn-thù-sư-lợi hạnh kinh (文殊師利行經)
- Đại phương đẳng Tu-đa-la kinh (大方等修多羅經). Một bản dịch khác tên Đại thừa lưu chuyển chư hữu kinh (大乘流轉諸有經)
- Di-lặc bồ tát sở vấn kinh (彌勒菩薩所問經). Tách từ Đại bảo tích kinh, Di-lặc bồ tát vấn bát pháp hội. Một bản dịch khác tên Đại thừa phương đẳng yếu tuệ kinh (大乘方等要慧經)
- Báng Phật kinh (謗佛經). Một bản dịch khác tên Quyết định tổng trì kinh (決定總持經)